# Thủy Tây
Thủy Tây là một xã thuộc huyện Thạnh Hóa, tỉnh Long An, Việt Nam.

## Địa lý
Xã Thủy Tây có vị trí địa lý:
- Phía đông giáp thị trấn Thạnh Hóa và các xã Thạnh An, Thuận Nghĩa Hòa
- Phía tây giáp huyện Tân Thạnh
- Phía nam giáp xã Thạnh An
- Phía bắc giáp các xã Thạnh Phú và Thạnh Phước.

Xã có diện tích 31,77 km², dân số năm 2003 là 3.540 người, mật độ dân số đạt 111 người/km².

## Hành chính
Xã được chia thành 4 ấp: 1, 2, 3, 4.

## Lịch sử
Địa bàn xã Thủy Tây trước đây là một phần xã Thủy Đông.
Ngày 26 tháng 6 năm 1989, Hội đồng Bộ trưởng ban hành Quyết định 74-HĐBT. Theo đó, tách một phần diện tích và dân số của xã Thủy Đông để thành lập xã Thủy Tây và thị trấn Thạnh Hóa; đồng thời chuyển thị trấn Thạnh Hóa và các xã Thủy Đông, Thủy Tây về huyện Thạnh Hóa mới thành lập.
Sau khi thành lập, xã Thủy Tây có 9.979 ha diện tích tự nhiên và 1.824 người.
Ngày 15 tháng 5 năm 2003, Chính phủ ban hành Nghị định số 50/2003/NĐ-CP. Theo đó, thành lập xã Thạnh An trên cơ sở điều chỉnh 6.489 ha diện tích tự nhiên và 3.650 người của xã Thủy Tây.
Sau khi điều chỉnh địa giới hành chính, xã Thủy Tây còn lại 3.177 ha diện tích tự nhiên và 3.540 người.